# Christophe Picaud
 (octobre 2018).
Si vous disposez d'ouvrages ou d'articles de référence ou si vous connaissez des sites web de qualité traitant du thème abordé ici, merci de compléter l'article en donnant les références utiles à sa vérifiabilité et en les liant à la section « Notes et références ».
Christophe Picaud, né en 1969, est un dessinateur français de bande dessinée.

## Biographie
Après un CAP de mouleur-modeleur en céramique, il travaille quelque temps dans une poterie puis devient sculpteur de sujets de manège, grandeur nature. Pendant 5 ans, il voyage en étant décorateur de spectacle.
En revenant en France, il ouvre avec sa sœur, costumière, une boutique de location de costumes qu'ils créent.
Puis se lance dans la bande dessinée. Il commence avec une série de quatre albums signés chez Clair de Lune : Les Larmes du Démon. Il poursuit aux Éditions Soleil avec Lans Sirling sur un scénario de Jean-Charles Gaudin. Il remplace Laurent Sieurac au 3e tome de l'adaptation du roman de Robin Hobb : L'Assassin royal toujours avec Jean-Charles Gaudin puis Jean-Luc Clerjeaud.

## Publications
- Les Larmes du démon, Clair de lune, coll. « Sortilèges » :

1. Marie, 2001[1].
2. La Roussotte, 2002.
3. Frazor-back, 2004.
4. Guillaume, 2006.

- Lans Sirling (dessin), avec Jean-Charles Gaudin (scénario), Soleil :

1. Traks, 2007.
2. Sur les rives de Nako, 2008.
3. Rosyalle, 2009.

- L'Assassin royal (dessin), avec Jean-Charles Gaudin (3-6) puis Jean-Luc Clerjeaud (7-10) (scénario d'après Robin Hobb), Soleil, coll. « Cherche futurs » :

1. Ketticken, 2009.
2. Molly, 2010.
3. Complot, 2011.
4. Œil-de-nuit, 2012.
5. Gué-de-négoce, 2013.
6. Astérie Chant-d'oiseau, 2014.
7. Retrouvailles, 2015.

- Vérité le Dragon, 2016.
- Une aventure de Rouletabille (dessin), avec Jean-Charles Gaudin  (scénario d'après Gaston Leroux) et  Joël Odone (couleurs), Soleil :

1. Le Parfum de la dame en noir, 2018.
2. Le Fantôme de l'Opéra, 2019.